# Oblastní rada Har Chevron
Oblastní rada Har Chevron (hebrejsky מועצה אזורית הר חברון‎ - Mo'aca azorit Har Chevron, anglicky Har Hebron Regional Council) je administrativní část izraelského distriktu Judea a Samaří v jižní části Judských hor. Rozkládá se na území Západního břehu Jordánu, který Izrael dobyl v roce 1967 během šestidenní války. Oblastní rada sdružuje 15 menších izraelských obcí (osad) v tomto regionu. Město Kirjat Arba poblíž Hebronu sice leží v stejném regionu, ale protože má statut místní rady (tedy menšího města), pod jurisdikci Oblastní rady Har Chevron nespadá. Většina zdejších izraelských osad vznikla koncem 70. a počátkem 80. let 20. století. Starostou oblastní rady je Cviki Bar-Chaj (צביקי בר-חי). Oblastní rada má velké pravomoci zejména v provozování škol, územním plánování a stavebním řízení nebo v ekologických otázkách. Úřady oblastní rady sídlí v obci Otniel.
Počátkem 21. století byla převážná část oblastní rady Har Chevron ponechána vně plánované Izraelské bezpečnostní bariéry. Je to proto, že izraelské osídlení v tomto regionu má rozptýlený charakter a netvoří kompaktní bloky, které by bylo možné fakticky anektovat. Pouze obce Eškolot, Sansana, Livne a Bejt Jatir ležící takřka na dotyku se zelenou linií měly být podle projektu do hranic bezpečnostní bariéry zahrnuty. Podle stavu k roku 2008 už byla tato bariéra na západní a jižní straně Oblastní rady Har Chevron převážně dobudována, včetně výběžku začleňujícího osady Livne, Sansana a Bejt Jatir (okolo vesnice Eškolot musí být ještě její trasa podrobně určena).

## Seznam sídel
Mošavy:
- Bejt Jatir (neboli Mecadot Jehuda)
- Karmel
- Ma'on

Společné osady:
- Adora
- Abigail
- Bejt Chagaj
- Eškolot
- Livne (neboli Šani)
- Ma'ale Chever
- Negohot
- Otni'el
- Sansana
- Susja
- Šim'a (neboli Jonadav)
- Telem
- Tene Omarim (neboli Ma'ale Omarim)

Malé neoficiální osady („outposty“):
- Asa'el (neboli Micpe Asa'el)
- Micpe Eštemoa
- Micpe Jair

Tyto malé neoficiální osady nejsou izraelskou vládou uznávány jako samostatné obce, třebaže jejich obyvatelé usilují o to výhledově dosáhnout takového statutu. Ani oficiální reprezentace oblastní rady Har Chevron k těmto „outpostům“ zatím nepřistupuje jako k plnohodnotným osadám se samostatným zastoupením ve výborech Oblastní rady a v seznamu členských obcí je uvádí v zvláštní podkapitole jako „micpim“ (מיצפים‎), tedy „vyhlídky“.

## Demografie
K 31. prosinci 2014 žilo v Oblastní radě Har Chevron 7200 obyvatel. Z celkové populace bylo 7100 Židů. Včetně statistické kategorie "ostatní" tedy nearabští obyvatelé židovského původu, ale bez formální příslušnosti k židovskému náboženství jich bylo 7200.
| Rok            | 1983 | 1995  | 2008  | 2009  | 2010  | 2011  | 2012  | 2013  | 2014  |
| -------------- | ---- | ----- | ----- | ----- | ----- | ----- | ----- | ----- | ----- |
| Počet obyvatel | 200  | 2 800 | 5 500 | 5 800 | 6 000 | 6 300 | 6 400 | 6 900 | 7 200 |